# Емпусіон
Емпусіон — повість Ольги Токарчук, опублікована у червні 2022 року у «Wydawnictwo Literackie». Українське вдання вийшло у 2023 році у перекладі Остапа Сливинського. 

## Сюжет
У книзі розповідається про львівського студента факультету водопостачання та каналізації Мечислава Войніча, який хворіє на туберкульоз. Він приїжджає до сілезького курорту Ґерберсдорф, розташованого біля підніжжя гір, сподіваючись, що повітря та сучасні методи лікування покращать його здоров’я. У пансіонаті він зустрічається з іншими пацієнтами з різних куточків світу. Не минає і дня від його прибуття, як в Пансіонаті для чоловіків, де він оселився, стається нещастя. На початку його перебування дружина власника пансіонату вчиняє самогубство. Виявляється, раптові смерті в цьому районі – поширене явище. Щороку в селі трапляються загадкові випадки, але розібрати, що правда, а що плітки та вигадки, неможливо. І поки сусіди Мечислава вдають, що нічого не відбувається, ходять в гори, п’ють наливку й ведуть інтелектуальні бесіди про світоустрій і жінок, невидимі сили роблять свої справи. 
У творі важливу роль відіграє фемінізм. Ольга Токарчук використовує парафрази мізогіністичних висловлювань різних людей, зокрема: Платонa, Аврелія Августина, Джона Мілтона, Вільяма Шекспіра, Фрідріха Ніцше та Чарлза Дарвіна.

## Значення назви
Назва походить від грецької богині страху Емпуси. Емпусіон означає місце, де живуть відьми — емпуси, як Арістофан називав їх у «Жабах». У романі Ольги Токарчук титульний Емпусіон — це ліси Ґерберсдорфа, куди втікали жінки, звинувачені у чаклунстві.

## Походження
Повість була написана під час пандемії COVID-19, і авторку надихнуло на написання прагнення зрозуміти, наскільки культурні тексти пронизані мізогінією. Ольга Токарчук оголосила книгу у жовтні 2019 року після її повернення зі Стокгольма, де вона отримувала Нобелівську премію з літератури.